# Airspeed AS.10 Oxford

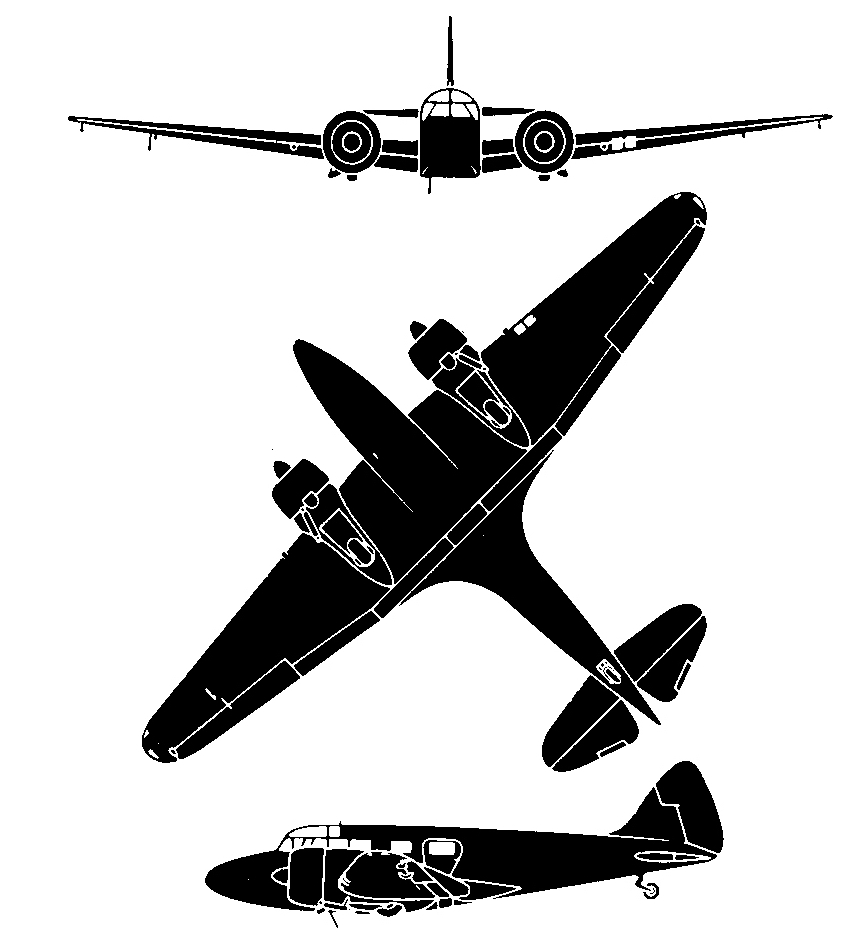
Airspeed AS.10 Oxford.

L'Airspeed AS.10 Oxford est un bimoteur d’entraînement militaire dérivé de l’AS.6 Envoy qui fut très largement utilisé durant la Seconde Guerre mondiale pour assurer la formation des équipages de multimoteurs du Commonwealth.

## Développement
La spécification T#/36 portait sur un bimoteur destiné à assurer la formation des bombardiers, navigateurs ou mitrailleurs de la RAF ainsi que l’entrainement avancé des pilotes de multimoteurs. C’est pour répondre à ce programme qu’un AS.6 Envoy modifié effectua son premier vol le 19 juin 1937 à Portsmouth. Comme son prédécesseur c’était un monoplan à aile basse cantilever de construction en bois entoilée à train classique escamotable. Il se distingue extérieurement par des capots moteurs modifiés, un vitrage de cabine moins important et un vitrage sous la partie avant du fuselage légèrement redessinée. Entré en service dans la RAF en novembre 1937, l’Airspeed AS.10 Oxford, surnommé Ox Box, fut utilisé dans les écoles de la RAF jusqu’en 1946. 8751 furent commandés (Probablement 165 annulés avant achèvement), le dernier Oxford construit sortant de l’usine de Portsmouth le 14 juillet 1945. Outre la formation des équipages l’Oxford fut utilisé comme avion de liaison, de transport sanitaire et de calibration radar par la RAF, et même comme bombardier léger en Irak durant la rébellion de mai 1941. Après évaluation à RNARY Donisbristle le 19 septembre 1940 avec l’appareil [R6230], la Fleet Air Arm a reçu environ 300 appareils fournis par la RAF où la RAAF, comme les [AR979, AS355, LX183, LX722]. La majorité furent affectés au TOC 781 Sqdn à partir de décembre 1942 puis, à compter du 18 février 1943, au 790 sqdn.
Un total de 8 586 Oxford furent construits, dont 4 411 par Airspeed dans son usine de Portsmouth, 550 à l'usine de l'ombre de Christchurch (en), Dorset, 1 515 par de Haviland à Hatfield, 1 360 par Percival Aircraft à Luton et 750 par Standard Motors à Coventry.

## Les versions
- Oxford Mk I : Destiné plus spécifiquement à l’entrainement des bombardiers et mitrailleurs, ce modèle fut construit à 3 785 exemplaires par Airspeed, 905 exemplaires par de Havilland, 775 exemplaires par Percival Aircraft (en), et 750 exemplaires par Standard Motors. Ce modèle recevait une tourelle dorsale Armstrong-Whitworth équipé d'une mitrailleuse Vickers K de 7,7 mm.
- Oxford Mk II : Destiné à la formation des pilotes, radio et navigateurs, donc sans tourelle dorsale. On compte un prototype et 8 Oxford Mk I convertis par Airspeed, puis 989 par Airspeed, 610 par de Havilland, 575 par Percival Aircraft.
- Oxford Mk III : En 1940 un exemplaire est remotorisé avec des moteurs Cheetah XV et hélice Rotol à vitesse constante
- Oxford Mk IV : Projet d’une version de série du Mk III pour la formation des pilotes et navigateurs.
- Oxford Mk V : 190 exemplaires construits par Airspeed et 6 par Percival Aircraft. Désigné AS.46 par Airspeed, il s’agit d’un Mk II doté de Pratt et Whitney R-985-AN6 Wasp Junior de 450 ch pour la Rhodésie et le Canada.
- À noter que 3 appareils spéciaux n’ont pas reçu de désignation, le [AS504] qui servit de banc d’essais au moteur de Havilland Gispy Queen en ligne de 250 ch, le [N6327] qui reçut un empennage bidérive et le [L4539] équipé d'un atterrisseur McLaren corrigeant automatiquement les effets de vent de travers à l’atterrissage.

## Le BCATP et l’EATS
Au début de la guerre l’Oxford fut retenu par le British Commonwealth Air Training Plan (BCATP] à la suite d’une réunion associant à Ottawa en décembre 1939 le Royaume-Uni, l’Australie, la Nouvelle-Zélande et le Canada. Les premières écoles du BCATP ouvrirent au Canada en avril 1940 et reçurent au total 606 Oxford Mk II puis 188 Oxford Mk V. Le 24 novembre 1940 les premiers spécialistes issus du BCATP débarquèrent en Europe. 137 000 hommes venant de tout l’empire britannique furent brevetés du BCATP dans les écoles canadiennes.
Outre les livraisons au titre du BCATP, 25 Oxford Mk I furent livrés au Canada pour la Aviation royale du Canada (1924-1968) dès 1939 et 2 autres en 1940.
391 Oxford furent également envoyés aux écoles australiennes de l’Empire Air Training Scheme (en) (EATS), devenant localement A25 mais conservant les sérials d’origine. Le premier [P6878] fut livré le 28 octobre 1940, le dernier [LW999] arriva en mars 1944. De même environ 500 bimoteurs furent envoyés pour équiper les écoles de l’EATS en Afrique du Sud et en Rhodésie du Sud.

## En Nouvelle-Zélande aussi
La RNZAF a reçu 299 Oxford [NZ250/290, NZ1201/1399, NZ2100/2157 + 4 non identifiés] à partir de 1938, destinés initialement à la formation des équipages des bombardiers Wellington devant former le noyau initial de la RNZAF. Ils furent donc affectés aux 3 FTS puis aux No1(B)OTU, Gunnery Training school, Instrument Flying school, Flying Instructors school, finalement aux 1, 2, 3, 7, 8, et 42 Sqdn. De nombreux avions furent modifiés pour emporter 115 kg de bombes dans l’éventualité d’une invasion japonaise de la Nouvelle-Zélande. À partir de 1944 ils commencèrent à être stockés. 6 furent convertis en Consul, 72 perdus sur accident, 36 passés au pilon et 112 vendus en 1947, un petit nombre étant maintenu en service pour l’entrainement (Wigram), la conversion multi-moteur (Ohakea) et les liaisons. Les derniers furent retirés en 1952, remplacés par des de Havilland DH 104 Devon. Deux exemplaires firent une rapide apparition sur le registre civil, le NZ1336 (c/n 1604, ex BF857) devenu ZK-APX et le NZ1377 (ex HN368) devenu ZK-APY, retournés à la RNZAF pour réforme.

## Airspeed AS.65 Consul
Un grand nombre d'Oxford étant disponibles à la fin de la Seconde Guerre mondiale avec un potentiel important, Airspeed fit voler en mars 1946 une version modifiée en bimoteur de transport léger pour 2 pilotes et 6 passagers, avec des moteurs Cheetah X de 375 ch. Un total de 161 Consul furent livrés, dont 152 Oxford modifiés. 27 ont figuré sur le registre aéronautique français.

## L'Oxford au musée

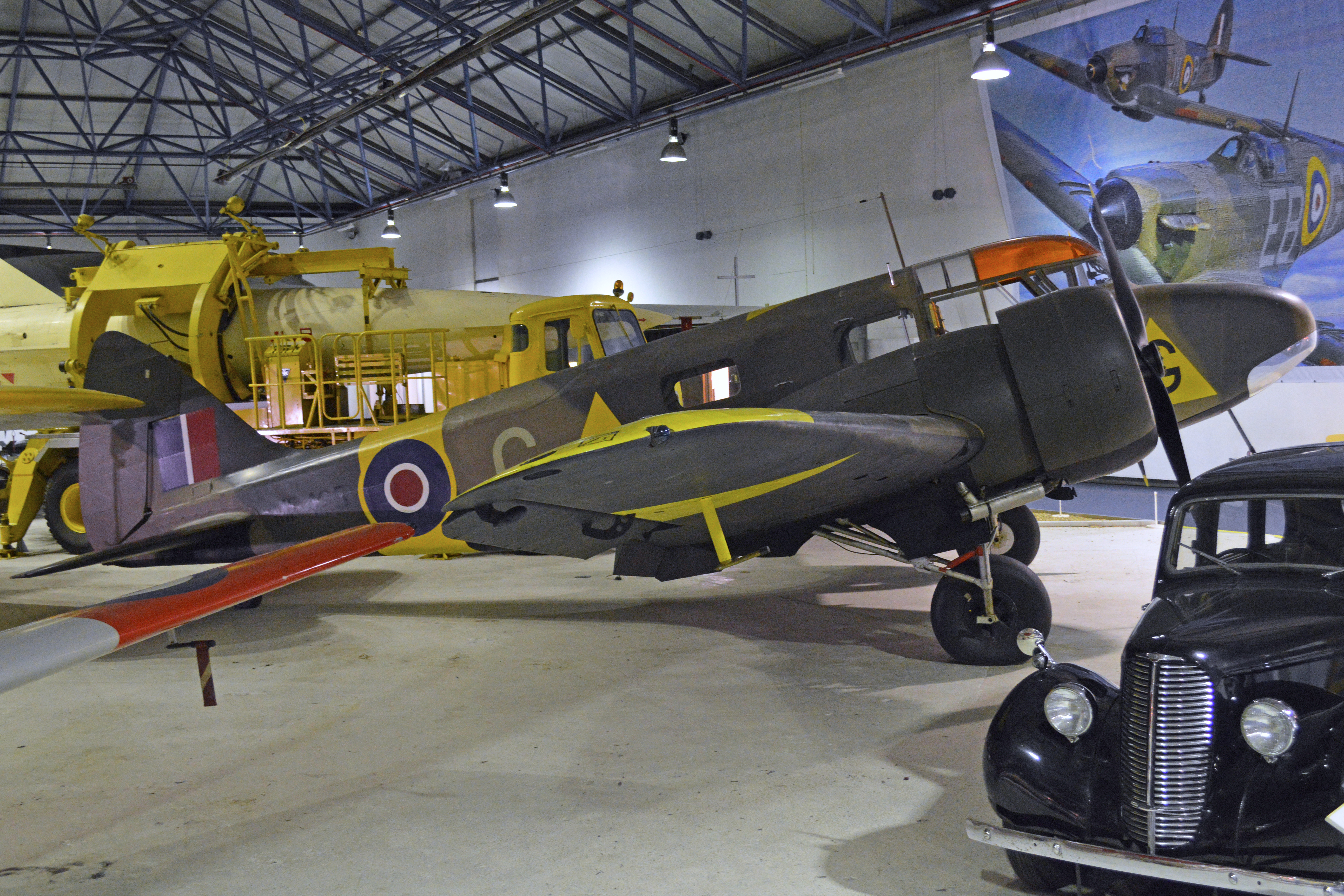
Airspeed Oxford Mk I, Royal Air Force Museum London

Une dizaine d’Oxford subsistent, mais 6 seulement sont entiers[Quand ?]. Ils sont visibles au Midlands Warplane Museum, RAF Museum et Imperial War Museum de Duxford en Grande-Bretagne, au Musée Royal de l'Armée et de l'Histoire Militaire en Belgique, et au South African Air Force Museum/Port Elizabeth Friends [ED290/G-AITF]. En 1994 Don Subritzky a retrouvé en Nouvelle-Zélande le c/n 228 [AP414/NZ1332], stocké depuis 1947, et en a entrepris la restauration. Certaines pièces du c/n 499 [P2030/NZ277], retrouvé accidenté dans les montagnes Poukai sont exposées au Taranaki Aviation Transport And Technology Museum, le nez et certains équipements du c/n 3765, [NM630/NZ2144] sont conservés par Philip Burns à Dunsandel et le RNZAF Museum possède une partie du c/n 2915, [V3267/NZ1289]) pour une éventuelle restauration.